# Bale Mountains National Park
Bale Mountains National Park (BMNP) is een nationaal park in Ethiopië gelegen in de zone Bale van de kilil (regio) Oromia, centraal tot zuidoostelijk in het land en het Ethiopisch Hoogland.
Het park met een oppervlakte van 2.150 km² werd erkend in 1970 en bevat enkele van de hoogste toppen van Ethiopië, waaronder Mount Tullu Dimtu (4.377 meter) en Mount Batu (4.307 meter). Het park ligt op een hoogte tussen 1.500 en 4.377 meter. Een deel ervan ligt in een Afrotropische subregio, de Afromontane, met een Afroalpiene bodem: het is het grootste Afroalpiene ecosysteem in Afrika. Het heeft naast het Balegebergte een landschap van weiden, open bossen en afromontane heide, gekend als het Sanetti-plateau. De zuidelijke hellingen worden bedekt door het Harennawoud, een van de weinige beschermde bossen in Ethiopië.
Er zijn vijf verschillende zones in het park: de noordelijke vlaktes op een hoogte tussen 3.000 en 3.500 meter tot de grens van de boomgroei, het jeneverbesbos op de noordelijke hellingen van het massief, de afroalpiene laag van heide en grasland op het Sanetti-plateau, de Erica-gordel, een gordel van heide net boven de grens van de boomgroei, en het Harennawoud, het op één na grootste in Ethiopië, dat de zuidelijke hellingen van het massief bedekt.
De Afromontane habitats van het park hebben een van de hoogste incidenties van endemiciteit van dieren van alle terrestrische habitats ter wereld. Het is onder meer de enige habitat van de reuzenmolrat en de belangrijkste overlevingszone van de Ethiopische wolf. Tot de endemische vogels behoren de blauwvleugelgans, de Ethiopische kievit, de geelmaskerpapegaai, de geelhalslangklauw, de katvogelzanger, de zwartkopkanarie, de Ethiopische moerasastrild en de Ethiopische ransuil.
Het dichtstbijgelegen stadje Goba is de voornaamste uitvalsbasis voor bezoeken aan het nationaal park. Het park ligt 400 km ten zuidoosten van Addis Abeba en 150 km ten oosten van Shashemene.
Het nationaal park werd tijdens de 45e sessie van de Commissie voor het Werelderfgoed die doorging in Riyad in 2023 erkend als uitzonderlijk natuurlijk erfgoed en UNESCO werelderfgoed en toegevoegd aan de werelderfgoedlijst. Het park was reeds sinds 2009 opgenomen op de Voorlopige lijst als potentiële erfgoedsite.